# Rodoč
Rodoč är ett samhälle i Bosnien och Hercegovina.   Det ligger i entiteten Federationen Bosnien och Hercegovina, i den södra delen av landet, 70 km sydväst om huvudstaden Sarajevo. Rodoč ligger 57 meter över havet och antalet invånare är 5 159.
Terrängen runt Rodoč är varierad. Rodoč ligger nere i en dal. Runt Rodoč är det ganska tätbefolkat, med 93 invånare per kvadratkilometer.. Närmaste större samhälle är Mostar, 3,2 km norr om Rodoč. 
Trakten runt Rodoč består i huvudsak av gräsmarker.